# 삼자동맹
삼자동맹(영어: Tripartite Alliance)은 넬슨 만델라의 석방 이후 1990년 2월 11일에 출범한 남아프리카 공화국의 선거연합이다. 현재 아프리카 국민회의를 포함한 총 3개의 단체들이 가입되어 있으며, 각 단체의 후보들은 단체명이 아닌 아프리카 국민회의의 후보로 공직 선거에 출마한다.

## 가입 단체
- 아프리카 국민회의 (African National Congress, ANC)
- 남아프리카 공화국 공산당 (South African Communist Party, SACP)
- 남아프리카 노동조합 대회 (Congress of South African Trade Unions, COSATU)